# Trimeria trinervis
Trimeria trinervis är en videväxtart som beskrevs av William Henry Harvey. Trimeria trinervis ingår i släktet Trimeria och familjen videväxter. Inga underarter finns listade i Catalogue of Life.